# 須藤蓮
須藤 蓮（すどう れん、1996年7月22日 - ）は、日本の俳優である。
東京都出身。慶應義塾大学在学中。スターダストプロモーション制作1部に所属していた。「第31回 MEN'S NON-NO 専属モデルオーディション」ファイナリスト。

## 略歴
武蔵高等学校を経て、慶應義塾大学法学部法律学科に進学。
大学在学中の2016年に「第31回 MEN'S NON-NO 専属モデルオーディション」でファイナリストとなり、翌2017年秋より俳優として活動を開始する。
2018年には「台詞が1つでもある役をつかむ」を目標に臨んだオーディションで1,500人の応募者の中から選出され、京都発地域ドラマ『ワンダーウォール』（NHK BSプレミアム）に6人の若手俳優の主要キャストの1人として出演。2019年1月期には『JOKER×FACE』（フジテレビ系）にレギュラー出演したことで注目を集め、スピンオフ配信ドラマ『Document of REN from JOKER×FACE』（dTVチャンネル・プチフジ/FOD）で主演を務める。同年7月には『なつぞら』でNHK連続テレビ小説に初出演、11月にはNHK大河ドラマ『いだてん〜東京オリムピック噺〜』に吹浦忠正役で出演。
2020年には自ら製作費を集めて制作する映画『blue rondo』（ブルーロンド）で初めて脚本・監督を手掛ける。

## 人物
趣味は読書、服、法律。
特技は虫に詳しい、英語、ダンス（POP）。
動物や虫が好き。幼少期の夢は生物学者で、小学校の卒業アルバムには「南極をボーリング調査して、マンモスの遺伝子を見つけて、遺伝子からDNAを取り出して、DNAからマンモスを再現する研究をしたい」と書いた。一人暮らしを機に、念願だったらカメレオンをペットとして飼い始めた。
好きな食べ物はうなぎと豆腐料理。

## 出演

### 映画（出演）
- ブレイカーズ（2018年6月）
- 21世紀の女の子「愛はどこにも消えない」（2019年2月8日）
- 最後の審判（2019年3月、ndjc：若手映画作家育成プロジェクト2018）
- 空母いぶき（2019年5月24日）
- よこがお（2019年7月26日） - 辰男 役
- 生理ちゃん（2019年11月8日） - 山内裕 役
- いのちスケッチ（2019年11月15日） - 中島裕也 役[17]
- ワンダーウォール 劇場版（2020年4月10日） - 主演・キューピー 役[2]
- 弱虫ペダル（2020年8月14日）
- 蒲田前奏曲（2020年9月25日） - 蒲田タイ蔵 役
- 逆光（2021年7月17日（尾道市先行公開）・12月18日（ユーロスペース限定公開）・2022年1月7日） - 主演・晃 役[18][19][20]
- blue rondo（2022年12月9日（MOOSIC LABで上映）） - 主演・ケイ 役
- ABYSS アビス（2023年9月15日） - 主演・ケイ 役[21][22]
- 春画先生（2023年10月13日） - 北浦 役
- 映画 おいハンサム!!（2024年6月21日） - ユウジ 役

### テレビドラマ
- 京都発地域ドラマ ワンダーウォール[23]（2018年7月25日、NHK BSプレミアム） - 主演・キューピー 役[24]
- JOKER×FACE（2019年1月14日 - 3月19日、フジテレビ） - レン 役[11]
- 俺のスカート、どこ行った?（2019年4月20日 - 6月22日、日本テレビ） - 牛久保元 役
- 小説王（2019年4月23日 - 7月2日、フジテレビ） - 野々宮博 役
- 連続テレビ小説 なつぞら 第91話 - 第95話（2019年7月15日 - 19日、NHK） - 高山昭治 役[13][14]
- 大河ドラマ いだてん〜東京オリムピック噺〜（2019年11月17日 - 12月14日、NHK） - 吹浦忠正 役[15]
- おいハンサム!!（2022年1月8日 - 2月26日、東海テレビ・フジテレビ ） - ユウジ 役[25]
  - おいハンサム!!2（2024年4月6日 - 5月25日、東海テレビ・フジテレビ）[26]
- 海のはじまり 第1話（2024年7月1日、フジテレビ） - 真山純希 役[27]

### 配信ドラマ
- YouTubeドラマ タスクとリンコ（2019年1月、YouTube） - 横田勇次（ユウヂ） 役
- Document of REN from JOKER×FACE（2019年2月12日 - 、dTVチャンネル・プチフジ / 3月13日 - 、FOD） - 主演・レン 役[12]
- 湘南純愛組!（2020年2月28日 - 、Amazonプライム・ビデオ）
- First Love 初恋（2022年11月24日、Netflix） - 大越仁 役

### PV
- ポルカドットスティングレイ「リスミー」（2018年）
- 崎山蒼志「国」（2018年）
- anewhite「カヤ」（2020年）
- きゃない「花火」（2023年）
- シャイトープ「ランデヴー」坂口レノン役（2023年）

### 舞台
- 二兎社『私たちは何も知らない』（2019年11月 - 2020年2月、東京芸術劇場シアターウエスト ほか）- 奥村博 役[28]
- KOKAMI@network『ハルシオン・デイズ2020』（2020年10月31日 - 11月23日、紀伊国屋ホール / 12月5日 ・6日、サンケイホールブリーゼ）[29]

## 作品

### 映画（監督）
- 逆光（2021年） - 企画・監督・主演
- blue rondo（2022年） - 監督・主演　(12月15日・20日にMOOSIC LABにて先行上映)
- ABYSS アビス（2023年） - 監督・主演

### テレビドラマ（監督）
- 年下童貞くんに翻弄されてます（2025年） - 監督